# Faggiano
Faggiano ist eine südostitalienische Gemeinde (comune) mit 3392 Einwohnern (Stand 31. Dezember 2023) in der Provinz Tarent in Apulien und liegt etwa 13 Kilometer südöstlich von Tarent. Der Ort ist Teil der Unione dei Comuni di Montedoro. Die Murgia reicht ebenfalls in das Gemeindegebiet hinein.
Die Nachbargemeinden sind Pulsano, Roccaforzata, San Giorgio Ionico, Tarent und Lizzano. Etwa zwei Kilometer südlich von Faggiano befindet sich die Fraktion San Crispieri.

## Veranstaltungen
- Krippenspiel im Szenario der Contrada (Ortsteil) „La Campana“ mit über hundert Statisten, die in traditionellen Kostümen Szenen des bäuerlichen Lebens der ionischen Tradition reproduzieren. Die Veranstaltung, die von der „Associazione per le tradizioni popolari“ (Vereinigung für Volkstraditionen) organisiert wird, wurde 1997/98 und 1998/99 und 2008/09 vom Kultur- und Regionalverband „Amici dei Presepio delle Madonie e di Sicilia“ als bestes Krippenspiel Italiens ausgezeichnet.[2]

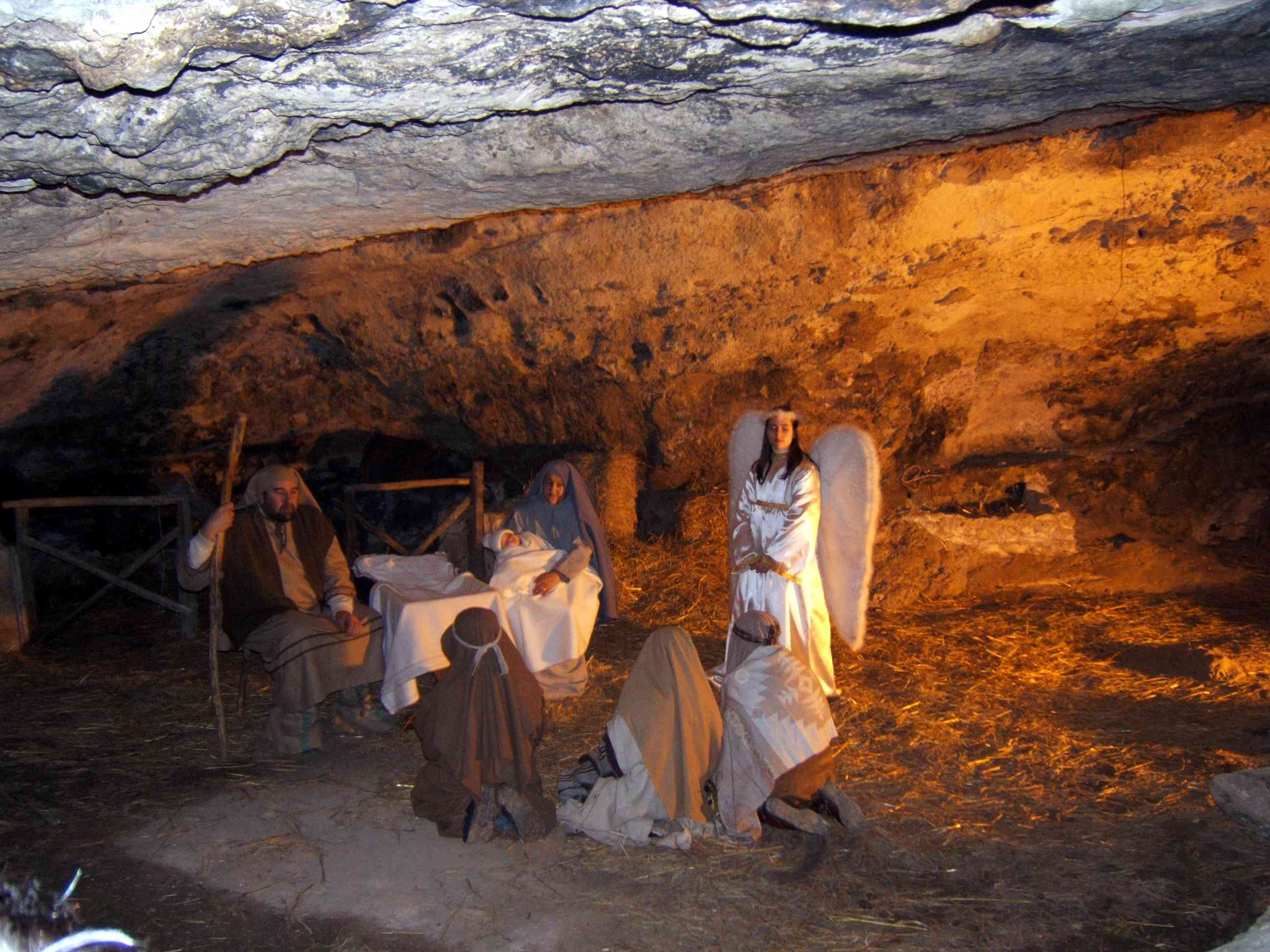
Grotta Natività